# Bivacco Soardi - Fassero
Il bivacco ValSea Nino Soardi - Marco Fassero è un bivacco sito in val Grande di Lanzo, nella parte alta del Vallone di Sea.

## Storia
L'attuale struttura fu inaugurata il 19 settembre 1993 andando a sostituire il precedente bivacco Val Sea attivo dal 22 settembre 1957.
Il bivacco è dedicato alla memoria di Nino Soardi (1887-1969), presidente del CAI Uget Torino, e Marco Fassero, giovane alpinista di Cirié morto nell'estate 1989 a soli 28 anni durante la discesa in corda doppia dalla cresta della vicina Punta di Mezzenile. La nuova costruzione è stata realizzata con gli sforzi delle sezioni CAI UGET di Ciriè e Torino e dell'Associazione amici di Marco Fassero.

## Caratteristiche e informazioni
Si tratta di una struttura di legno con copertura metallica. Il bivacco può disporre fino a 14 posti letto. Grazie ad un impianto fotovoltaico il bivacco è dotato di illuminazione elettrica.

## Accessi
L'accesso al bivacco avviene partendo da Forno Alpi Graie. Si imbocca il lungo e selvaggio Vallone di Sea, dominato da impressionanti paretoni verticali. Dopo essere giunti alle ormai abbandonate grange dell'Alpe di Sea (1.750 m) si risale sulla sinistra sbucando finalmente su un pianoro (piano di Sea). Si oltrepassa anche questo pianoro attraversando, su un ripido sentiero roccioso, una cascatella, un tratto attrezzato e un facile canalino. Al termine del canalino vi è il Passo di Napoleone: qui la visuale si amplia decisamente e risulta già visibile, anche se non a portata di mano, il bivacco. L'ambiente circostante è sempre piuttosto severo e il percorso è consigliabile solo ad escursionisti esperti.
Sono necessarie dalle 3 alle 4 h.

## Ascensioni
- Albaron di Sea - 3.262 m
- Punta Tonini - 3.324 m
- Punta Rossa di Sea - 2.908 m
- Punta Francesetti - 3.410 m
- Uia di Ciamarella - 3.676 m - tramite la parete nord e la cresta est
- Uia di Mombran - 2.954 m - dal Passo delle Lose